# Напівкружка (будинок)
«Напівкружка» (рос. «полукружка») — експериментальний дванадцятиповерховий панельний житловий будинок, який був зведений у 1973—1976 (за іншими даними — 1974—1975; 1973—1975) роках в Дніпровському районі міста Києва неподалік станції метро «Дарниця». 
Будинок побудований у формі великого напівкола, за що і отримав в народі назву «напівкружка», або «велика китайська стіна», «будинок-серп». Будинок має дві адреси: 8 підїздів Дарницький бульвар, 7; решта 16 — вул. Андрія Малишка, 3. Нумерація обох частин будинку розпочинається не з країв, а з центру — від першої (з боку бульвару) наскрізної арки будинку, яких загалом — п'ять.
Стіни кількох під'їздів покриті ліанами винограду, про озеленення будинку дбає один з житлових кооперативів; це має не лише естетичний, а й охолоджувальний ефект.

## Історія
Будинок заселяли поетапно різні організації, що працювали в Києві — є окремі під'їзди медичних працівників, частина — працівників транспорту, частина — працівників культури. У перших чотирьох під'їздах на вул. Малишка спочатку отримали житло працівники заводів.
Проблемами сучасного будинку є зношування ліфтів, необхідність ремонтувати широкі сходові майданчики.
Унікальна будівля є результатом праці радянських архітекторів: Соломона Ходіка, Михайла Гречина, Юрія Репіна та Олексія Заварова, а також Федора Боровика, Євгенії Рязанцевої та групи інженерів. За їх рішенням, яке мало ціль захистити Північно-Броварський масив, який тоді ще не мав належного озеленення, від сильних поривів вітру, будівлю побудували в формі півкола.
За спогадами жителів будинку, до них у двір, «майже одразу після здачі дому, приїжджали іноземні делегації, щоб на власні очі побачити особливий, на той час, будинок». Окрім того, на його території часто знімали кліпи, рекламу, кіно. Зокрема, у другому під'їзді будинку знімав свій кліп репер Потап.

## Опис
- Довжина — 545 метрів[7] (540 метрів[2][8][9], 542 метри[6]);
- Підїзди — 24[1][2][4][8];
- Прохідні — 5;
- Ліфти — 48[1][2][3][4][5][7];
- Кватири — 1152[1][2][3];
- Мешканці — понад 3 тисячі[1][2];
- Житлові кооперативи — 7.

Кімнати мають нетипову трапецієподібну форму, а фасад будинку створює ілюзію безперервної кривої.
Зовнішні стінові панелі зроблені в заводських умовах з облицюванням білою глазурованою керамічною плиткою, стіни в лоджіях, входи, торці сходових майданчиків та проїзди фанеровані темно-зеленою, екрани лоджій — світло-сірою глазурованою плиткою.

## Відомі мешканці
- Борислав Береза — народний депутат[1][2];
- Сергій Іванов — радянський та український актор[1][2][4]; там продовжує жити його дружина і дочка[5].